# Kawaji Toshiatsu

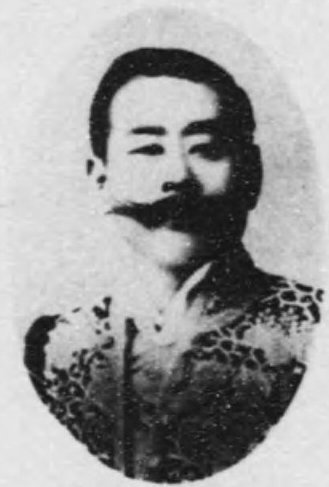
Kawaji Toshiatsu

Kawaji Toshiatsu (japanisch 川路 利恭, Vorname auch Toshiyasu gelesen, früherer Familienname Godai (五代); geb. 11. Mai 1856 in der Provinz Satsuma; gest. 12. Januar 1925) war ein höherer japanischer Beamter der Meiji-Zeit.

## Leben
Kawaji Toshiatsu, Sohn eines Samurai von Satsuma, wurde von Kawaji Toshiyoshi, dem „Vater der japanischen Polizei“, adoptiert. Er begann seine beruflichen Werdegang im Innenministerium und hielt sich von 1887 bis 1890 zu Rechtsstudien in Frankreich und Deutschland auf. Danach leitete er von 1893 bis 1895 das Polizeipräsidium der Präfektur Shiga und hatte Posten im Polizeipräsidium der Präfektur Tokio, der Keishi-chō. Später war er nacheinander Gouverneur der Präfekturen Gifu, Nara, Kumamoto und Fukuoka.